# ميري غيلمور
ميري غيلمور (بالإنجليزية: Mhairi Gilmour)‏ هي لاعبة كرة قدم بريطانية، ولدت في 9 يونيو 1980 في اسكتلندا في المملكة المتحدة. شاركت مع منتخب اسكتلندا لكرة القدم للسيدات. أما مع النوادي، فقد لعبت مع آي بي في.

## وصلات خارجية
- ميري غيلمور على موقع الاتحاد الدولي (مؤرشف)  (الإنجليزية)